# 塞尤县
塞尤（法語：Ceilloux，法語發音：[sɛju]）是法国多姆山省的一个市镇，属于克莱蒙费朗区。

## 地理
塞尤县（45°39'9"N, 3°30'53"E）面积8.99 平方千米，位于法国奥弗涅-罗讷-阿尔卑斯大区多姆山省，该省份为法国中南部省份，北起阿列省接壤，东临卢瓦尔省，南至上盧瓦爾省和康塔爾省，西接科雷兹省和克勒兹省。
与塞尤县接壤的市镇（或旧市镇、城区）包括：欧泽勒、坎亚、多迈兹、奥弗涅地区圣迪耶。

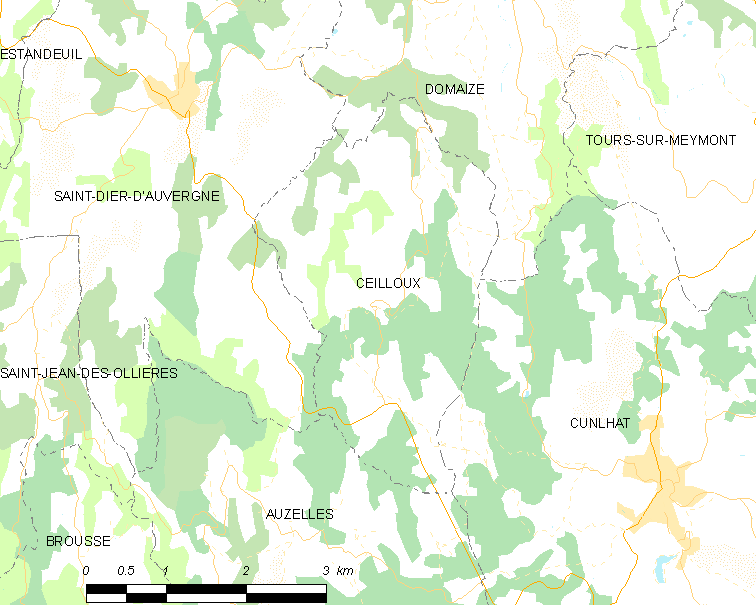
塞尤县的OSM定位图

塞尤县的时区为UTC+01:00、UTC+02:00（夏令时）。

## 行政
塞尤县的邮政编码为63520，INSEE市镇编码为63065。

## 政治
塞尤县所属的省级选区为利夫拉杜瓦山县。

## 人口

1962-2008年间塞尤县人口变化图示

塞尤县于2022年1月1日时的人口数量为174人。